# Boris Pawłow
Boris Pawłow Pawłow (bułg. Борис Павлов Павлов, ur. 13 maja 1894 w Widyniu, zm. 1952 w Belene) – bułgarski prawnik i polityk, minister sprawiedliwości Carstwa Bułgarii (1944) deputowany do Zgromadzenia Narodowego XXII kadencji (1927-1931).

## Życiorys
Urodził się w Widyniu. W 1912 ukończył studia prawnicze na Uniwersytecie Sofijskim. Uczestnik wojen bałkańskich i I wojny światowej. Po wojnie pracował jako adwokat. Był członkiem Partii Demokratycznej. W 1944 przez tydzień pełnił urząd ministra sprawiedliwości i edukacji w gabinecie Konstantina Murawiewa. Aresztowany w 1945 i skazany na rok więzienia. Po wyjściu z więzienia utrzymywał kontakty z opozycją antykomunistyczną za co został ponownie uwięziony i osadzony w obozie Belene. Zmarł w obozie w 1952.
Był wdowcem, miał dziecko. W sierpniu 1996 został pośmiertnie zrehabilitowany przez Sąd Najwyższy.